# プロピル基
プロピル基 (プロピルき、英語: propyl group) とは、有機化学におけるアルキル基の一種で、炭素が3個で -C3H7 と表される置換基。

## プロピル基
IUPAC命名法で単に「プロピル」という場合には、プロパンの端の炭素から水素を1個除去した形の1価の置換基、-CH2CH2CH3 のこと。慣用では、n-プロピル基（ノルマルプロピル基）とも呼ばれる。1-プロピル基は n-プロピル基を指す。

## イソプロピル基
プロパンの中央の炭素から水素を1個除去した形の1価の置換基 -CH(CH3)2 は、イソプロピル基 (isopropyl group) と呼ばれる。IUPAC命名法では「イソプロピル」は許容慣用名とされ、系統名は 1-メチルエチル基である。2-プロピル基はイソプロピル基を指す。

## 2価の基
プロパンの 1位から 2個の水素を除去した 2価の基 =CHCH2CH3 はプロピリデン基 (propylidene group) と呼ばれる。同様に、1,2位から 1個ずつの水素を除去した 2価の基 -CH(CH3)CH2- はプロピレン基 (propylene group)、1,3位から除去した基 -CH2CH2CH2- はトリメチレン基 (trimethylene group)、2位から2個除去した基 =C(CH3)2 はイソプロピリデン基 (isopropylidene group) と呼ばれる。

## 性質
上記の置換基のいずれも、超共役の作用により電子供与基として振る舞う。